# Originea lumii
Originea lumii (în franceză L'Origine du monde) este un tablou pictat în ulei pe pânză de artistul francez Gustave Courbet în 1866. Acesta este o imagine care înfățișează îndeaproape organele genitale și abdomenul unei femei dezbrăcate, întinsă pe pat, cu picioarele desfăcute. Încadrarea trupului gol, cu capul, brațele și picioarele în afara cadrului, subliniază erotismul operei.

## Istoric

### Identitatea modelului

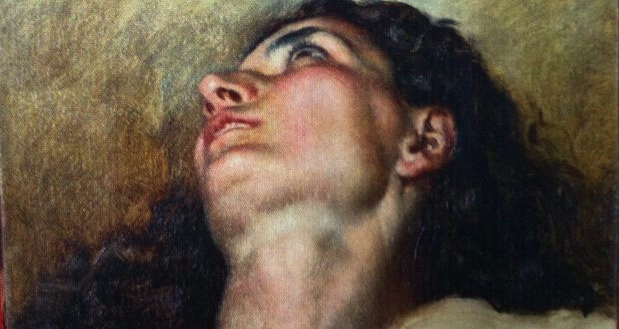
Posibila secțiune superioară a L'Origine du monde

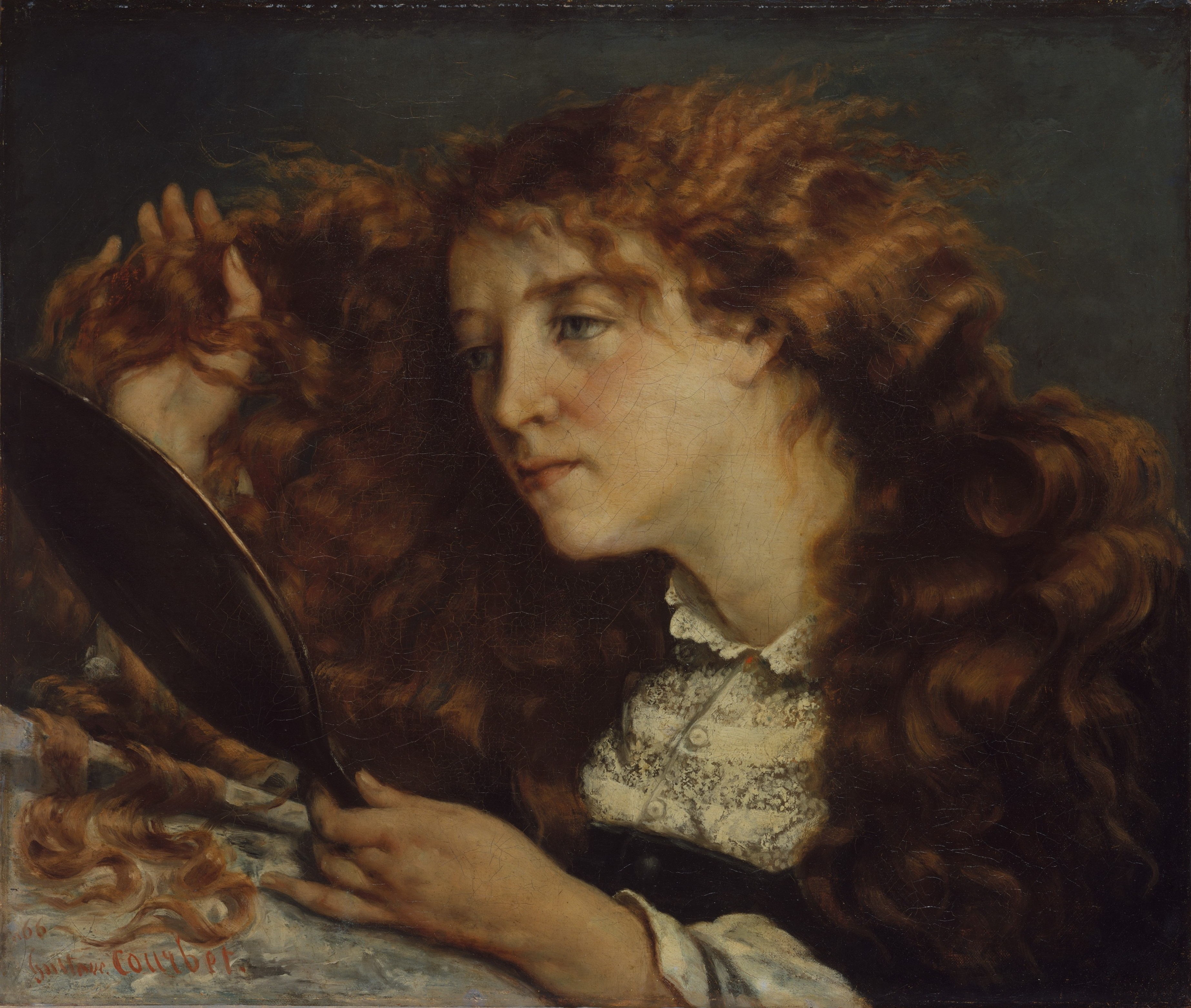
La belle Irlandaise (Portret al lui Jo) de Courbet: Joanna Hiffernan, posibilul model pentru L'Origine du monde

Istoricii de artă au speculat de ani de zile că modelul folosit de Courbet pentru L'Origine du monde a fost modelul său preferat, Joanna Hiffernan, cunoscut și sub numele de Jo. Iubitul ei la acel moment era pictorul american James Whistler, un prieten al lui Courbet.
Hiffernan a fost modelul unei serii de patru portrete pentru Courbet, denumite La belle Irlandaise („Portret al lui Jo”), realizate în 1865-1866. Posibilitatea ca ea să fi fost model pentru L'Origine du monde sau ca ea să fi avut o aventură cu Courbet ar putea explica separarea bruscă a lui Courbet de Whistler imediat după aceea. În ciuda părului roșu care contrastează cu cel pubian negru din L'Origine du monde, ipoteza că Hiffernan a fost modelul continuă să existe. Jacky Colliss Harvey invocă ideea că părul pubian al femeii o sugerează drept candidată ca model pe bruneta pictată cu Hiffernan de Courbet în Le Sommeil și că identificarea cu Hiffernan a fost mai mult influențată de imaginea eroticizată și sexualizată a femeii roșcate.
În februarie 2013, Paris Match a raportat că expertul Jean-Jacques Fernier a autentificat un tablou al bustului unei femei tinere ca partea superioară a L'Origine du monde, care, potrivit unora, fusese tăiat din lucrarea originală. Fernier a afirmat că, în urma concluziilor la care a ajuns după doi ani de analiză, capul va fi adăugat la următoarea ediție a catalogului Courbet. Musée d'Orsay a indicat că L'Origine du monde nu a fost parte dintr-o lucrare mai mare. The Daily Telegraph a raportat că „experții de la centrul de cercetare în artă CARAA (Centre d'Analyses et de Recherche en Art et Archéologie) au fost capabili să alinieze cele două tablouri prin șanțurile făcute în cadru original de lemn și linii din pânză, care se potriveau”. Potrivit CARAA, au fost efectuate analize ale pigmenților, care au fost identificați ca fiind pigmenți din a doua jumătate a secolului al XIX-lea. Nici o altă concluzie nu a fost raportată de CARAA. Afirmația raportată de către Paris Match a fost caracterizată ca fiind dubioase de criticul de artă Philippe Dagen de la Le Monde, care indică diferențe în stil și faptul că similaritatea pânzelor ar putea fi cauzată de cumpărarea din același magazin.

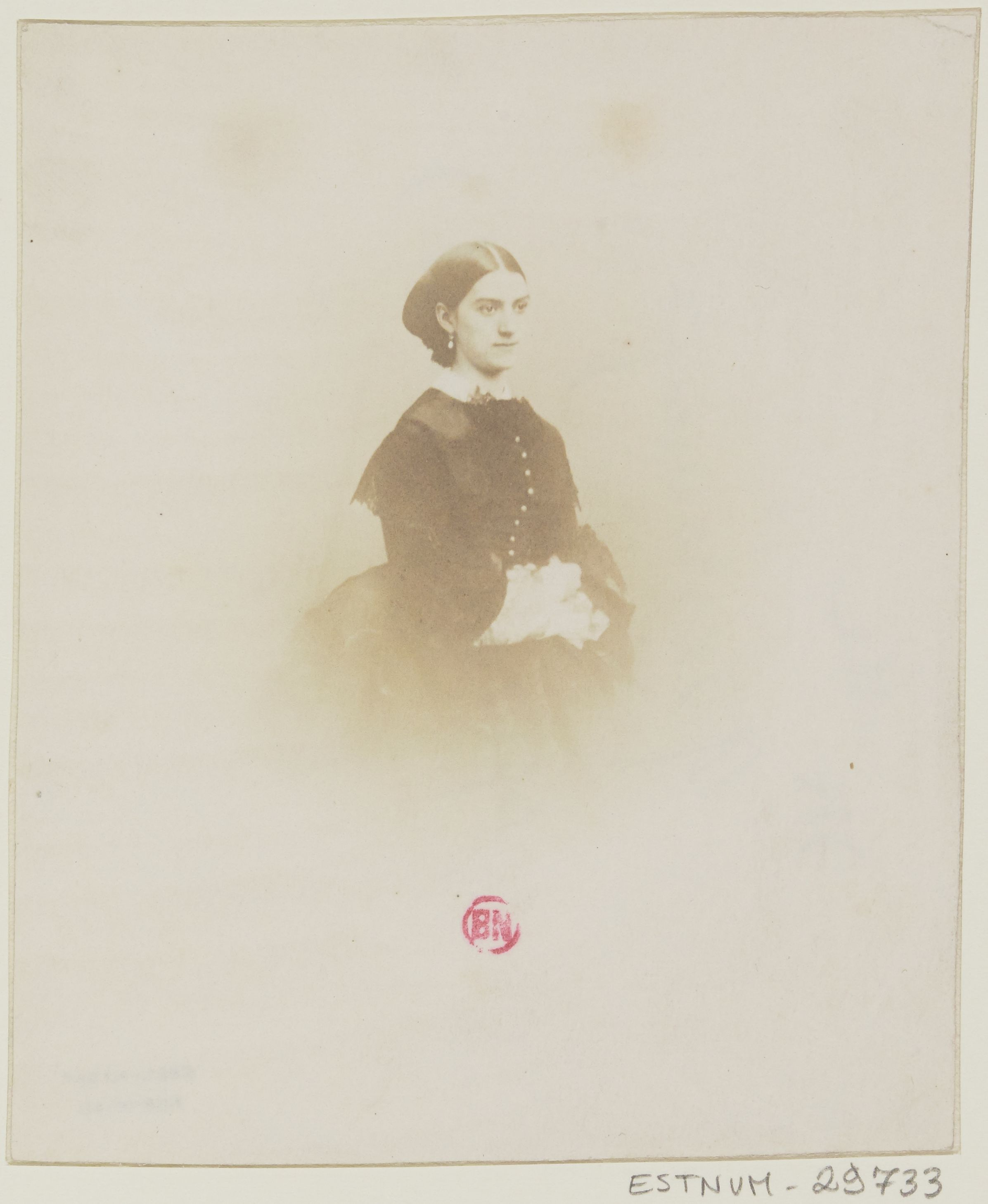
Constance Quéniaux, posibil model pentru L'Origine du monde

Dovezi documentare leagă pictura de Constance Quéniaux, o fostă dansatoare la Opera din Paris și amantă a diplomatului Halil Șerif Pașa (Khalil Bey), care a comandat pictura. Potrivit istoricului Claude Schopp și președintelui Bibliotecii Naționale Franceze Sylvie Aubenas, dovada se regăsește în corespondența dintre Alexandre Dumas fiul și George Sand. Un alt potențial model este Marie-Anne Detourbay, care a fost și ea amanta lui Halil Șerif Pașa.

### Proprietari

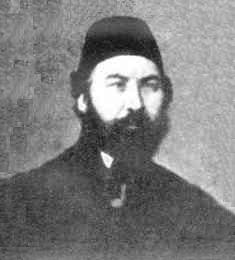
Halil Șerif Pașa (Khalil Bey) a comandat pictura.

Halil Șerif Pașa (Khalil Bey), un diplomat otoman, este considerat a fi persoana care a comandat lucrarea, la scurt timp după ce s-a mutat la Paris. Charles Augustin Sainte-Beuve i l-a prezentat lui Courbet, căruia i-a comandat o pictură pe care să o adăuge la colecția personală de imagini erotice, care include deja Le Bain turc (Baia turcească) de Ingres și o altă pictură de Courbet, Le Sommeil (Somnul), pentru care se presupune că Hiffernan a fost unul dintre modele.
După ce finanțele lui Khalil Bey au suferit în urma jocurilor de noroc, pictura a trecut printr-o serie de colecții particulare. A fost cumpărat în 1868 în timpul vânzării colecției lui Khalil Bey de către anticarul Antoine de la Narde. Edmond de Goncourt a descoperit tabloul într-un magazin de antichități în anul 1889, ascuns în spatele unui panou din lemn decorat cu o pictură a unui castel sau unei biserici într-un peisaj de iarnă. Potrivit lui Robert Fernier, care a publicat două volume despre arta lui Courbet și a fondat Muzeul Courbet, colecționarul maghiar Baron Ferenc Hatvany l-a cumpărat la galeria Bernheim-Jeune în 1910 și l-a luat cu el la Budapesta. Spre sfârșitul celui de-al Doilea Război Mondial, pictura a fost furată de trupele sovietice, iar mai târziu răscumpărată de Hatvany. Hatvany a plecat din Ungaria, care se afla la un pas de a deveni comunistă în 1947. I-a fost permis să ia doar o singură operă de artă cu el la Paris, iar atunci a ales L'Origine.
În 1955, L'Origine du monde a fost vândut la licitație pentru 1,5 milioane de franci, aproximativ 4.285 de dolari americani la momentul respectiv. Noul proprietar a fost psihanalistul Jacques Lacan. El și soția lui, actrița Sylvia Bataille, l-au expus în casa lor de la țară în Guitrancourt. Lacan i-a cerut lui André Masson, fratele lui vitreg, să construiască un cadru cu fund dublu și să deseneze o altă imagine. Masson a pictat o versiune suprarealistă a tabloului L'Origine du monde.
La New York, publicul a avut posibilitatea de a vizualiza L'Origine du monde în 1988, în timpul expoziției Courbet Reconsidered la Brooklyn Museum. Pictura a fost inclusă și în expoziția Gustave Courbet la Muzeul Metropolitan de Artă în 2008. După ce Lacan a murit în 1981, Ministerul francez al Economiei și Finanțelor a fost de acord să considere achitată taxa de moștenire a familiei prin transferul tabloului („Dation en paiement” în dreptul francez) la Musée d'Orsay. Transferul a fost finalizat în anul 1995.